# Vsauce
Vsauce és una marca de YouTube creada per la celebritat d'Internet Michael Stevens. Els canals inclouen vídeos sobre temes científics, psicològics, matemàtics i filosòfics, així com sobre jocs, tecnologia, cultura popular i altres temes d'interès general.

## Història
El 16 d'abril de 2010, Michael Stevens va llançar el canal principal de Vsauce. Inicialment, la programació del canal es va centrar en els videojocs i comptava amb diversos amfitrions. Tanmateix, certs segments com ara IMG! es van fer càrrec lentament i Stevens es va convertir en l'únic amfitrió. Aleshores, el canal es va convertir en una barreja d'informació i activitats en línia, i van aparèixer segments només educatius. Els segments educatius es van fer més populars i, des del 9 de setembre de 2012, només es presenta el segment educatiu (conegut com a DOT). Segons l'episodi #18 de LÜT al Vsauce original canal, el nom "Vsauce" es va generar mitjançant la part del generador de llocs web falsos d'un lloc anomenat Fake Name Generator. Després que Stevens va generar el lloc web fals Vsauce.com, el va registrar i va començar a penjar vídeos.
El desembre de 2010 es van crear els canals Vsauce2 (el 7 de desembre) i Vsauce3 (el 24 de desembre). El 25 de juliol de 2012 es va obrir el canal WeSauce.
Vsauce va ser un dels canals de creixement més ràpid durant el setembre de 2012. Durant aquell mes, el canal principal de Vsauce va assolir 1 milió de subscriptors. El mateix mes, Bill Nye va aparèixer en un dels vídeos del canal principal, que es va centrar en l'acudit, "Per què el pollastre va travessar la carretera?".
Stevens, al vídeo "A Defense of Comic Sans", assenyala que la font de text Alsina va ser utilitzada pels canals de Vsauce a causa de la seva gran semblança amb l'escriptura de Nik Guinta, el creador del logotip original de Vsauce. El desembre de 2014 es va adoptar un nou esquema de marca dissenyat per Natasha Jen per donar una sensació de "adult" als canals. Utilitza la font DIN Next Rounded i dissenys fluids per transmetre la idea de salsa que implica el nom "Vsauce".

## Canals

### Vsauce
El canal Vsauce, també conegut com Vsauce1 per distingir-lo del conjunt de la marca i dels altres canals, el presenta el fundador, Michael Stevens, i inclou vídeos sobre ciència, matemàtiques, antropologia i filosofia. La sèrie principal, DOT., presenta Stevens discutint un tema o una pregunta de manera tangencial, incloses diverses interpretacions de la pregunta i fets i observacions relacionats. Stevens ha afirmat que investiga a la Viquipèdia i articles acadèmics per trobar informació per als seus vídeos.
Els vídeos de Vsauce han aparegut a les publicacions de notícies en línia, com ara The Huffington Publicació, CBS, i Gizmodo.

#### Mind Field
Mind Field (un joc de paraules a minefield i mind) és una sèrie de televisió web nord-americana produïda exclusivament per a YouTube Premium (abans YouTube Red), creat i presentat per Michael Stevens.
A Vsauce s'han estrenat tres temporades de Mind Field, cadascuna amb vuit episodis. La primera temporada es va executar a principis de 2017, la segona temporada des de finals de 2017 fins a principis de 2018 i la tercera des de finals de 2018 fins a principis de 2019. L'1 d'octubre de 2019, tots els episodis es van poder veure, amb anuncis, de forma gratuïta per a aquells que no tenien YouTube Premium. El 24 d'octubre de 2019 es va publicar un episodi especial titulat Què és la cosa més espantosa?.

### Vsauce2
Vsauce2, organitzat per Kevin Lieber, ha tractat temes relacionats amb coneixements, gadgets i persones inusuals. Des del 2019, Vsauce2 ha produït en gran part vídeos sobre probabilitats, paradoxes i dilemes, la majoria dels quals són de naturalesa matemàtica o econòmica i es visualitzen a través de situacions del món real.
Abans del 2019, els vídeos es publicaven en segments recurrents. MindBlow és un segment on Lieber mostra invents actuals que són útils, tenen un valor important per a la societat o simplement són humorístics. FAK (Fets i coneixement) és un segment sobre curiositats amb un tema principal. BiDiPi (Construïu-lo, dibuixeu-lo, jugueu-lo) és un segment sobre coses que van ser construïdes i dibuixades per persones d'arreu del món, incloses les que els fans de Vsauce han enviat; les millors es mostren a el xou. 54321 és un segment on Kevin tracta quatre temes, cadascun amb una, dues, tres o quatre coses relacionades entre si segons l'ordre que es mostra. Fa un breu resum de cadascun i acaba amb problemes o endevinalles de cinc paraules. WAC (Weird Awesome Crazy) és un segment que se centra en persones d'arreu del món que participen en activitats inusuals. BOAT significa Best of All Time, un segment en què Kevin presenta llistes de, tal com indica el nom del segment, els millors jocs de paraules, els millors flash mobs, les millors bromes, etc. Els estranys del mes mostra persones amb hàbits que Kevin troba estranys, utilitzant el lema "Tothom té una mica d'estrany".
Thought Glass és un altre segment recurrent on es publiquen en un vidre i es discuteixen diversos temes dins d'un tema, com ara fets escolars o pràctiques mèdiques antigues. En episodis anteriors, es van publicar temes variats al panell i es va revelar un tema final a través d'un rebus. GRUB és un segment que detalla aliments estranys i inusuals.
Vsauce2 ha creat tres segments d'Acudit dels innocents. PAB (People Are Boring) es va publicar el 2013. Per a aquests segments, Kevin va tractar els esdeveniments quotidians normals com si fossin inusuals. Noggin' Blow es va penjar el 2014, parodiant el segment Mind Blow mostrant articles popularitzats als anys 40 i 50. En una paròdia de BiDiPi titulada BiDiPiGiFiTiWiPiBiCiMiFiDiFiTi i publicada el 2015, Kevin va compartir una barreja de disbarats paròdics i estudis i fenòmens científics reals.

#### La creació desconeguda
El novembre de 2018, Lieber i el productor del canal Matt Tabor van llançar The Create Unknown podcast, que entrevista creadors digitals. El podcast ha presentat entrevistes amb Casey Neistat, Derek Muller de Veritasium, Destin Sandlin de Smarter Every Day, Dolan Dark, iDubbbz i Granday. Activat El 2 d'abril de 2019, The Create Unknown va anunciar que tornaria per a una segona temporada que inclouria el vídeo en directe del podcast publicat al seu canal de YouTube. El youtuber Quackity va ser el primer convidat de la temporada 2, apareixent en una gran paret de televisors darrere de Lieber i Tabor.

### Vsauce3
Vsauce3 està allotjat per Jake Roper i està dedicat als mons de ficció i als videojocs. Hi ha actualment quatre segments recurrents: HeadShot, Game LÜT, 9bit i Fact Surgery.
HeadShot parla dels videojocs, com estan connectats amb la vida real i la ciència dels jocs. Game LÜT mostra la mercaderia del joc. App All Knight parla de noves aplicacionss que es poden comprar a l'App Store d'iOS o a Google Play. App All Knight es va traslladar al canal D!NG el gener de 2017. 9bit detalla fets sobre videojocs. Fact Surgery desmunta un sistema de videojocs a mesura que es mostren curiositats sobre el sistema.
Vsauce3 ha col·laborat amb youtubers coneguts, com Joe Hanson de It's Okay to be Smart i Vanessa Hill de BrainCraft. També ha presentat vídeos amb aparicions convidades de celebritats de Bill Nye, Jack Black, The Muppets, Paul Rudd i Neil deGrasse Tyson.
El 25 de novembre de 2015, Jake va revelar que tenia sarcoma, una forma rara de càncer. El 19 de desembre, Jake va anunciar que havia començat el tractament i que s'havia extirpat amb èxit un tumor de la cama inferior per cirurgia.
Vsauce3 va començar a llançar Could You Survive The Movies, una sèrie original de YouTube Premium, el 10 d'octubre de 2018. La sèrie explora temes científics qüestionant la supervivència de les escenes de pel·lícules populars. Els episodis parodien la trama de les pel·lícules i inclouen youtubers populars en els papers dels personatges.

### WeSauce
WeSauce va ser un canal que va compilar obres dels fans dels canals Vsauce. El canal va incloure els segments Your BiDiPi, JAM, Music LeanBack!, Riddle Challenge, This World of Ours i ITVS. WeSauce roman inactiu des del 15 d'octubre de 2015.

### D!NG
D!NG, abans DONG (Do Online Now Guys), és un canal derivat de Vsauce que inclou pàgines, aplicacions i jocs inusuals d'Internet. DONG es presentava anteriorment al canal principal de Vsauce i després al canal Vsauce3 abans que el 2015 es va llançar el seu propi canal, amb el primer vídeo penjat. el 29 d'octubre de 2015. DONG també inclou LÜT, un segment que abans apareixia al canal Vsauce2 sobre diversos productes que es poden comprar en línia; Game LÜT, que també es va presentar anteriorment a Vsauce2; i App All Knight, que provenia de Vsauce3. El canal també inclou contingut educatiu a través d'un segment conegut com a Joguines de Michael. En aquests vídeos, Stevens investiga eines i joguines que són útils per explicar fenòmens científics o matemàtics. El 12 de maig de 2019 es va canviar el nom del canal a D!NG, aparentment a causa de la desmonetització del canal per tenir un nom que no es considerava apte per a anunciants.

## Música
Excepte BiDiPi i alguns vídeos més antics, gran part de la música utilitzada al contingut de Vsauce va ser creada per Jake Chudnow. Des de mitjans de 2014, Vsauce també utilitza música del lloc de música de domini públic audionetwork.com. Des de principis de 2015, Vsauce2 també utilitza música d'Aiur, sobretot la cançó "FoxTrot".

### Jake Chudnow
Jake Chudnow i Stevens s'han conegut pels seus treballs a BarelyPolitical. Jake va crear gran part de la música als vídeos musicals anteriors "The Key of Awesome". Per això, Chudnow concedeix a Vsauce els drets exclusius de la seva música i tots els canals de Vsauce utilitzen la música als seus vídeos. Una de les peces més reconeixibles de la seva música és l'instrumental de "Moon Men", que s'utilitza al canal original de Vsauce i sovint es reprodueix sempre que Stevens planteja una pregunta misteriosa o fa una declaració que fa pensar. Altres peces de música utilitzades pels canals inclouen "145-(Poodles)", "Sunday", "It's Good to be D", "Hydrogen", "Darwin", "Carlin Dream", "Lions Tigers and Apes Part II", "Hanami", "Pressed Pennies", "Keith" i "Shona". Sovint es reprodueixen quan el públic s'anima a pensar. Sovint s'utilitza "turquesa", generalment quan s'esmenten fets o idees inquietants, sorprenents o significatius. "Flan" s'utilitza sovint per a fets tristos o abstractes. "Rainstorms and Rainbows (I Am the Hero)", "Going Down" i "Flan" es reprodueixen al final dels vídeos. "192-1", "Blanc", "Per a tu", "Coneix homes i festa (tota la nit)", "Plàtan", "Ducking", "Edificis i bicicletes", "Shallow Anne", "Botó", " Olive" i "Muff Mittens" també s'utilitzen sovint a Vsauce2 i Vsauce3.
Al vídeo "The Moon Terminator Illusion", l'àlbum de vinil de Chudnow Shona EP va ser l'objecte de focus contra la paret quan mostrava els efectes visuals de fer zoom i moure's sobre objectes propers (una tassa de la marca Vsauce) i llunyans (l'EP).

## Col·laboracions notables i altres aparicions
Vsauce ha col·laborat amb Henry Reich de MinutePhysics en dos vídeos: "Guns in Space" i "What if the Earth were Hollow?". Vsauce també ha col·laborat amb Periodic Videos i "Sixty Symbols", un lloc web i vídeos basats en química i física creats pel periodista de vídeo Brady Haran. Vanessa Hill de BrainCraft ha aparegut al vídeo, "Math Magic". Bill Nye va aparèixer en un vídeo de Vsauce3 el setembre de 2012. El 28 de febrer de 2013, Stevens va aparèixer a HeadSqueeze de James May Canal de YouTube (ara BBC Earth Lab). Stevens va parlar sobre el canal principal de Vsauce durant una TEDTalk a TEDActive 2013. Vsauce també ha col·laborat amb Derek Muller de Veritasium.
Stevens ha aparegut al canal de YouTube Good Mythical Morning als seus segments The Mythical Show i Ear Biscuits on Rhett & Link li van fer preguntes aleatòries. Ha aparegut en vídeos de Barely Political i és reconeguda com la monja barbuda. Stevens va aparèixer a America Declassified de Travel Channel per a l'episodi "The Quiet Zone" i al podcast The Joe Rogan Experience. Stevens també va fer una aparició a Canal de Filthy Frank per al tercer i últim vídeo de la seva sèrie de pastissos. Al vídeo, Michael es troba sense sostre estirat al costat d'un contenidor, i Maxmoefoe li paga perquè escupi en una tassa.
El 2014, Jake de Vsauce3 havia narrat dos episodis de la sèrie Sabias que Gaming? que cobria la Game Boy. Vsauce3 ha col·laborat amb AsapSCIENCE al vídeo "Can You Genetically Millora't?" i amb BrainCraft a "Is Mario Really Evil?" i amb Matthew Santoro a "Què passaria si Quicksilver et passés?" i ha comptat amb celebritats com Paul Rudd, Jack Black, i els Muppets. També va col·laborar amb Mark Rober a "Could You Survive Home Alone?"
Jake va aparèixer a AsapSCIENCE al vídeo "Can We Genetically Improve Intelligence?"
Stevens va participar en una col·laboració amb Chris Pratt i Jack Horner el 17 de juny de 2015, i també va parlar amb David Attenborough el 2016. L'agost de 2016, Stevens va ser amfitrió convidat al programa BattleBots.
Stevens va llançar un programa exclusiu de YouTube Premium anomenat Mind Field al seu canal principal de Vsauce el 18 de gener de 2017.
Stevens va col·laborar amb el famós educador i personalitat de televisió Adam Savage el 2017 per a un programa titulat Brain Candy Live. Van visitar 40 ciutats el març de 2017. Els episodis de l'espectacle estan programats fins al 6 de desembre de 2018.
El 6 de desembre de 2017, Stevens va llançar una segona temporada del seu programa exclusiu de YouTube Premium Mind Field al seu canal principal de Vsauce.
El 24 de març de 2018, Stevens va estar involucrat en gran part amb una col·laboració presentada al canal de YouTube de HowToBasic amb el YouTuber MaxMoeFoe, el seu amic Warrun i diversos clips de diferents YouTubers cridant la frase "Sóc HowToBasic". El vídeo es titulava Face Reveal per al seu especial de 10 milions de subscriptors, que era un vídeo que va fer creure als subscriptors que HowToBasic revelaria la seva identitat al vídeo. Stevens es va utilitzar com la primera persona que es va revelar com la persona darrere del canal de HowToBasic, però més tard es va revelar que era una broma, ja que molts altres youtubers famosos van fer cameos afirmant ser HowToBasic, inclosos Kevin Lieber i Jake Roper.

## Premis
El 2014, Vsauce va guanyar un premi Webby for People's Voice a les millors notícies i informació.
El 2014 i el 2015, el canal va guanyar els Premi Streamy al millor canal, espectacle o sèrie de ciència i educació.